# 特萊姆森國家公園
特萊姆森國家公園（阿拉伯语：‎），是阿爾及利亞的國家公園，位於該國北部，由特萊姆森省負責管轄，成立於1993年，以鄰近城鎮特萊姆森命名，面積82平方公里。